# Eulophia guineensis
Eulophia guineensis är en orkidéart som beskrevs av John Lindley. Eulophia guineensis ingår i släktet Eulophia och familjen orkidéer. Inga underarter finns listade i Catalogue of Life.

## Bildgalleri

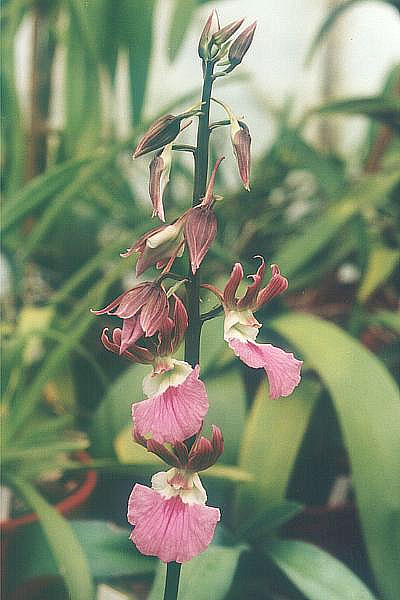
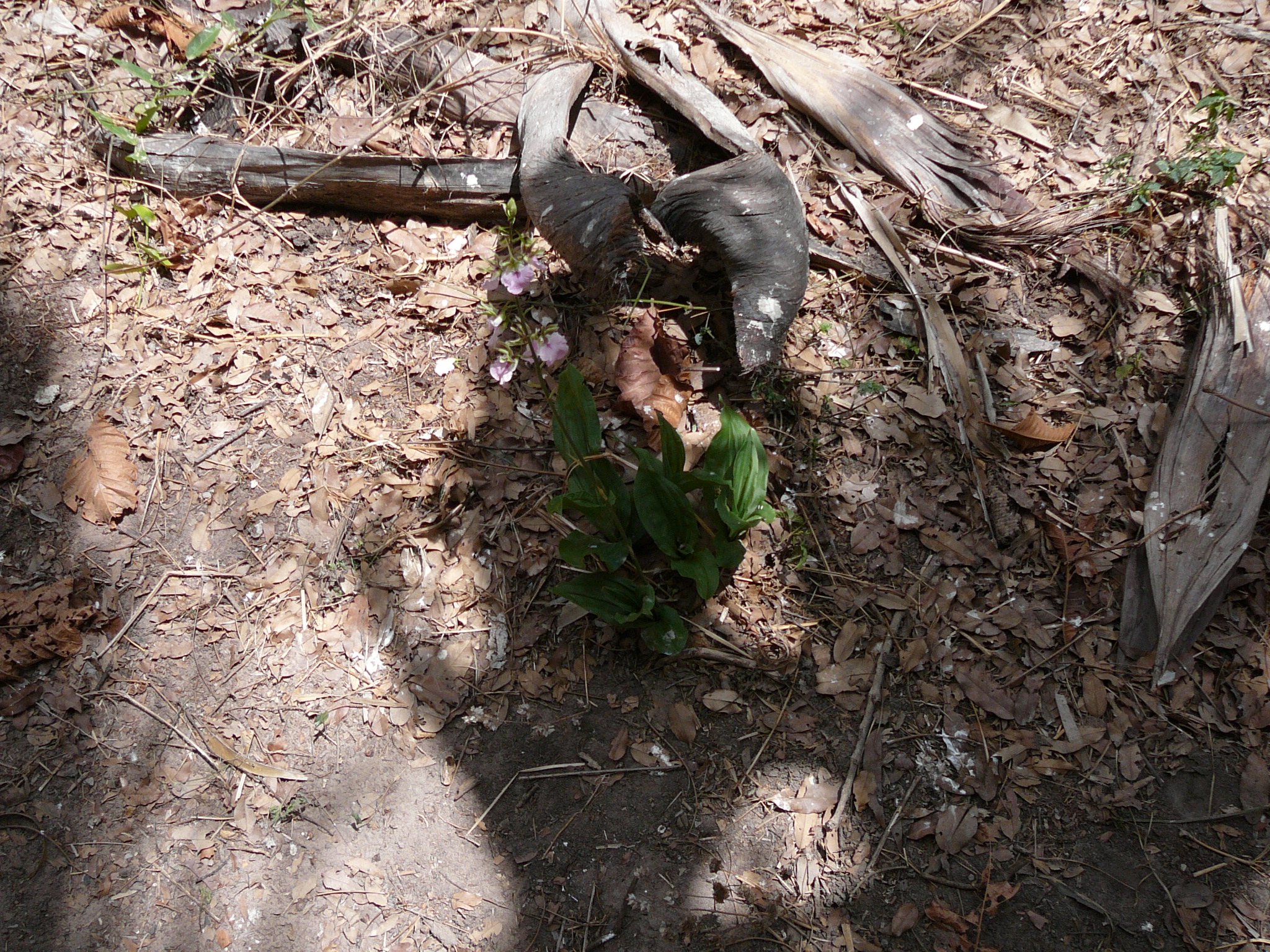
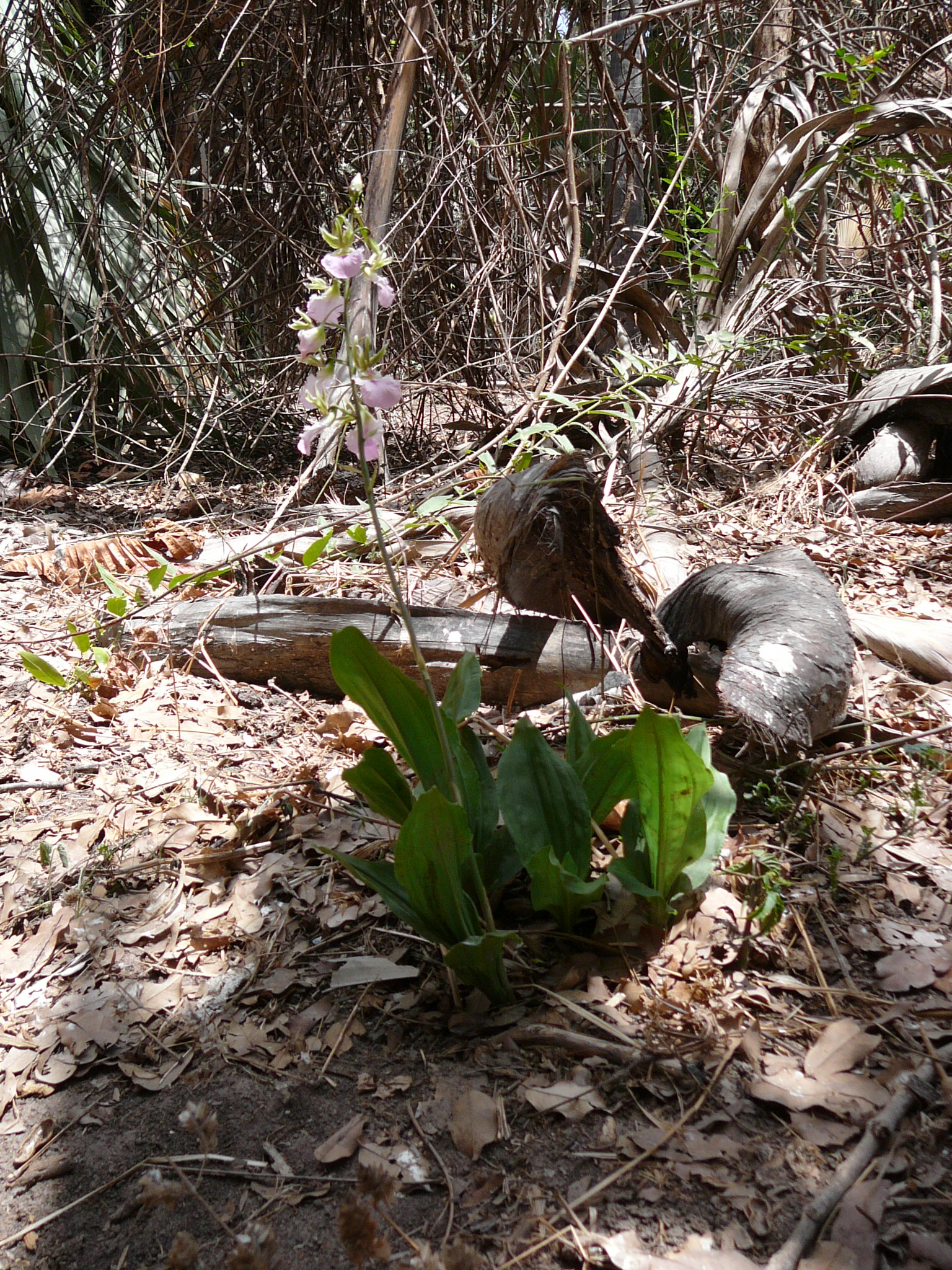
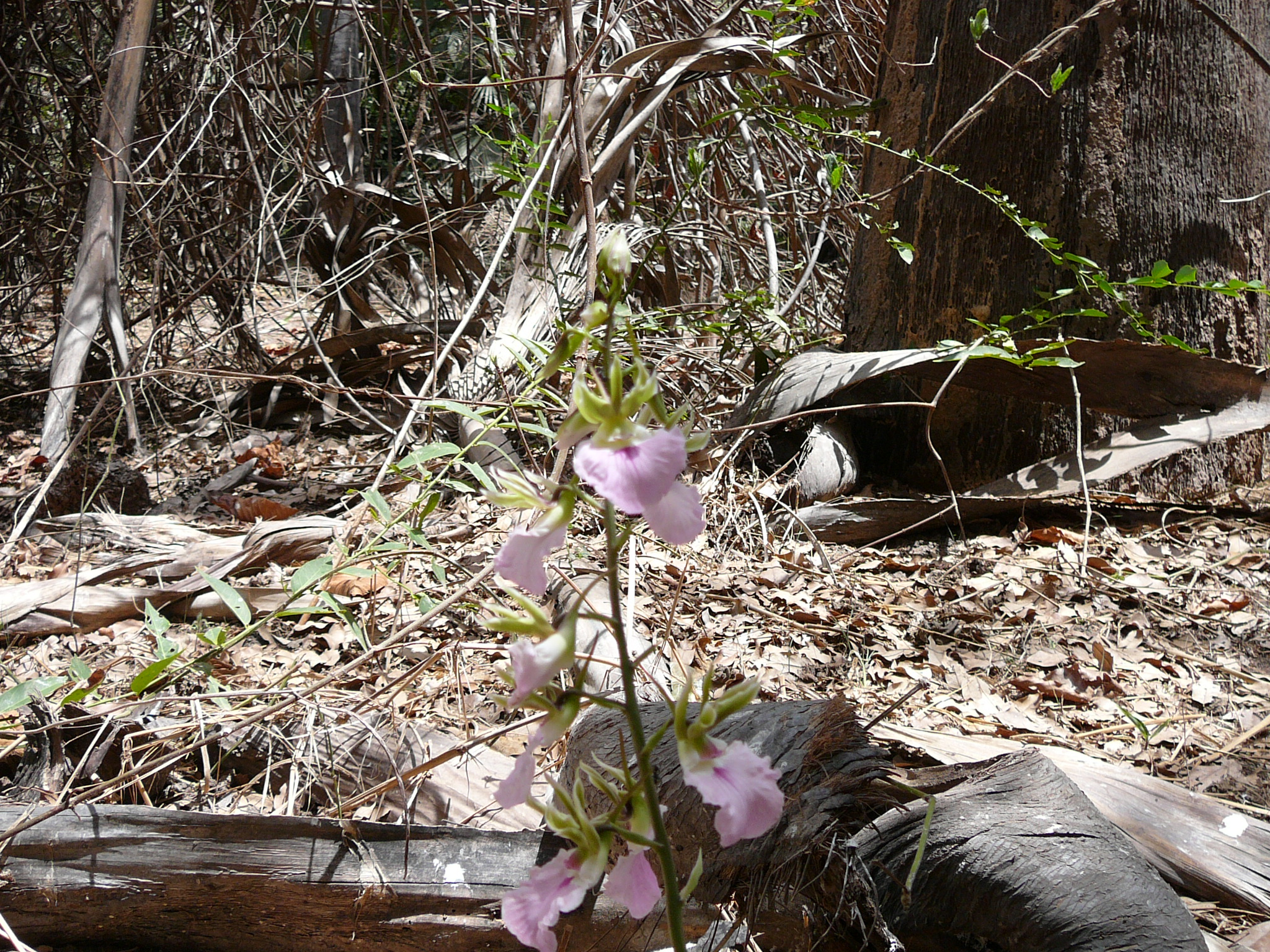
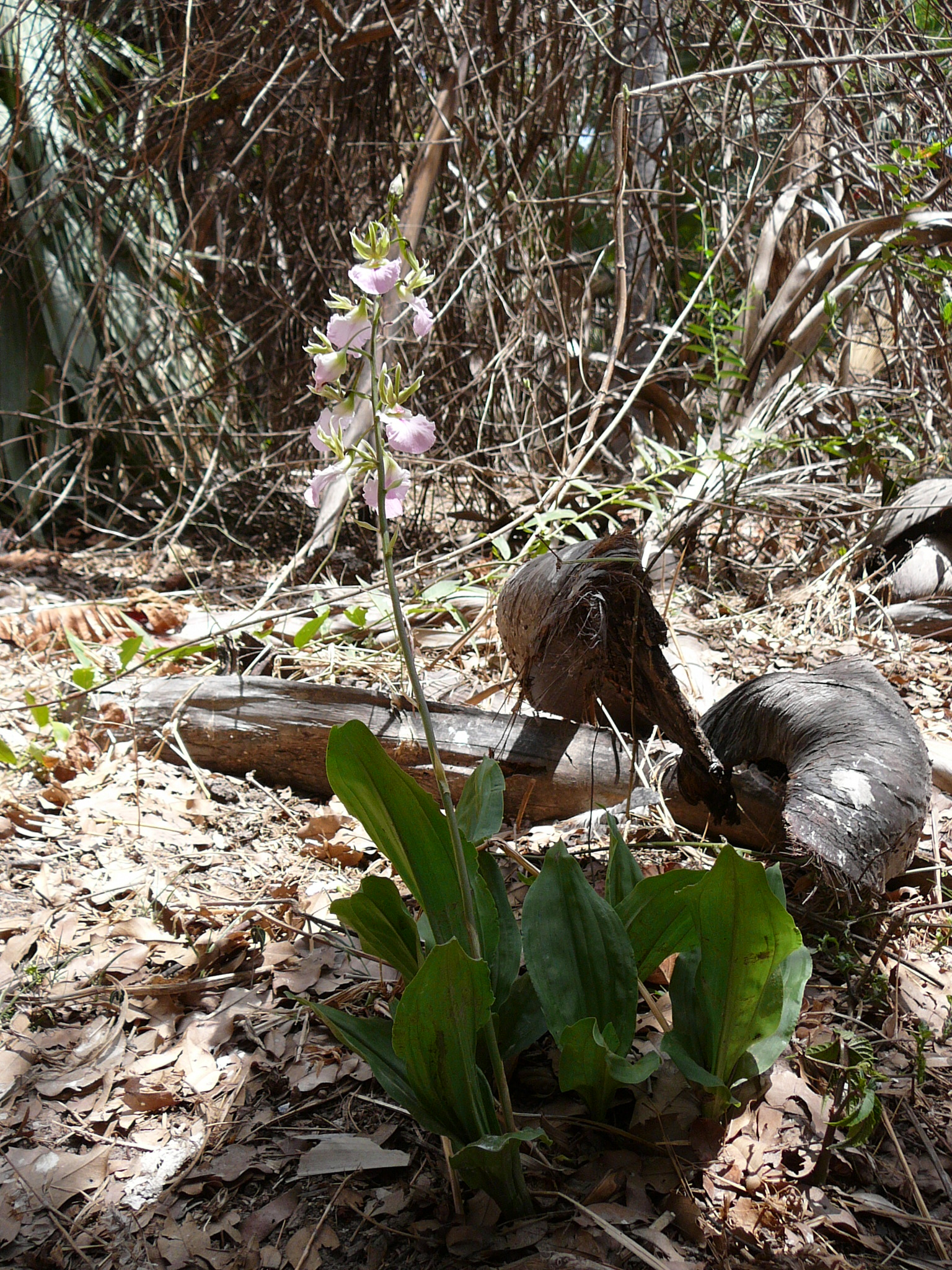
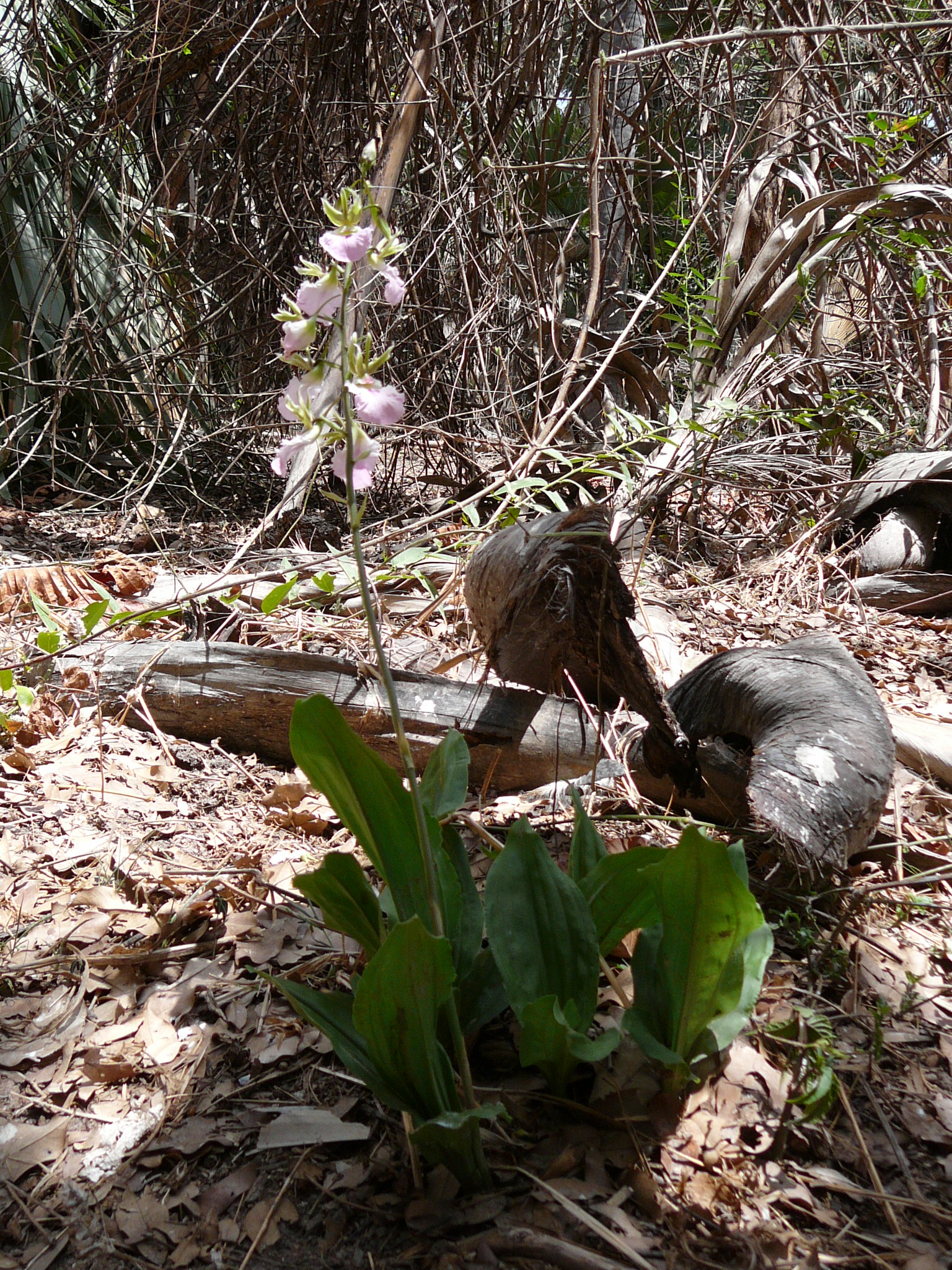